# Luigi Torelli (sommergibile)
Il Luigi Torelli è stato un sommergibile della Regia Marina. L'unità deve il suo nome al patriota e uomo politico Luigi Torelli.

## Storia
Il 22 luglio 1940, non appena divenne operativo, fu destinato al II Gruppo Sommergibili di Napoli, ma in realtà non si mosse da La Spezia sino al 31 agosto, quando, al comando del capitano di fregata Aldo Cocchia, partì per l'Atlantico. L'8 settembre attraversò lo stretto di Gibilterra e si pose poi in agguato nei pressi delle Azzorre, effettuando qualche infruttuoso attacco; diresse quindi per Bordeaux, sede della base italiana di Betasom, dove giunse il 5 ottobre.
Imbarcò poi il capitano di fregata Primo Longobardo come nuovo comandante e, dal 12 al 21 novembre, compì una seconda e inconclusiva missione in acque irlandesi, dovendo rientrare per guasti ai motori.
Il 9 gennaio 1941 partì per una nuova missione nella quale ottenne un notevole successo: il 15 gennaio affondò i piroscafi Nemea (5101 tsl), greco, e Brask (4079 tsl), norvegese, nei punti 52°33' N e 24°13' O (il Nemea) e 52°45' N e 23°59' O (il Brask); il Nemea non affondò subito e l'equipaggio vi tornò a bordo assieme a sopravvissuti del Brask, salvo poi dover riabbandonare la nave che andò quindi a fondo con 17 uomini del suo equipaggio. L'indomani fu colato a picco il piroscafo Nikolaos Filinis (3111 tsl) anch'esso greco, in posizione 53° N e 24° O, con la morte di tre membri dell'equipaggio, ed il 28 gennaio il Torelli incontrò il piroscafo inglese Urla (5198 tsl), unità dispersa del convoglio «HX. 102»; la nave fu affondata in posizione 54°54' N e 19° O e l'intero equipaggio fu successivamente tratto in salvo. Attaccato da tre cacciatorpediniere, il Torelli fece ritorno alla base il 4 febbraio 1941.
Successivamente l'ingombrante torretta, che rendeva il sommergibile più facilmente avvistabile rispetto agli U-Boote tedeschi, fu ridimensionata (provvedimento adottato per molti sommergibili italiani).
Fra aprile e maggio operò nel Nordatlantico, ritornando poi alla base a mani vuote.
Il comando passò poi al tenente di vascello Antonio De Giacomo (successivamente promosso capitano di corvetta). In luglio fu inviato a ovest di Gibilterra e il 21 del mese incontrò e affondò, in posizione 34°10' N e 14°45' O (per altre fonti 34°34' N e 13°14' O) la nave cisterna norvegese Ida Knudsen (8913 tsl), in rotta Gibilterra-Trinidad con 13.000 tonnellate di olio combustibile, per la quale fu necessario il lancio in tutto di quattro siluri (due non colpirono); tutto l'equipaggio si mise in salvo sulle scialuppe ad eccezione di cinque uomini.
Durante una successiva missione, il 21 settembre 1941, mentre cercava di attaccare il convoglio «HG. 73», fu gravemente danneggiato dalla caccia antisommergibile svolta dal cacciatorpediniere HMS Vimy e da un cacciasommergibili, dovendo fare ritorno a Bordeaux (è stato per diverso tempo riportato che nell'azione del Vimy sia stato affondato uno dei gemelli del Torelli, l’Alessandro Malaspina).
In dicembre il Torelli prese parte, unitamente ai sommergibili italiani Pietro Calvi, Giuseppe Finzi ed Enrico Tazzoli e ai tedeschi U. 126 ed U. 38, al salvataggio dei superstiti della nave corsara tedesca Atlantis e dell'unità rifornitrice Phyton.
Il 1º febbraio 1942 salpò per portarsi in una nuova zona d'operazione, fra la Florida e le Bahamas. Diciannove giorni più tardi silurò e affondò, in posizione 13°24' N e 49°36' O (a est delle Barbados) il piroscafo Scottish Star (7224 tsl), unità dispersa del convoglio «ONS. 64», in navigazione da Londra a Buenos Aires con un carico di circa 2.000 tonnellate di materiali vari (fra cui whisky); fra l'equipaggio si ebbero 5 vittime e 68 superstiti. Il 25 febbraio silurò la grande motocisterna Esso Copenhagen (9245 tsl), che affondò di prua l'indomani, nel punto 10°32' N e 53°20' O (tutto l'equipaggio, meno un uomo, riuscì a salvarsi). L'11 marzo il sommergibile cercò di colpire con un siluro un'altra nave cisterna, la britannica Dran, ma l'arma mancò il bersaglio. Al ritorno dalla missione il comandante De Giacomo fu insignito dall'ammiraglio Karl Dönitz (comandante della flotta subacquea tedesca) della Croce di Ferro di prima classe.
Seguì un lasso di tempo in cui il Torelli rimase in cantiere per manutenzione, dopo di che, il 2 giugno 1942, con il tenente di vascello Augusto Migliorini come nuovo comandante, partì per raggiungere la zona d'agguato, fra le Bahamas e Porto Rico; nella notte fra il 3 ed il 4 giugno, tuttavia, fu avvistato da un Vickers Wellington del 172° Group (ai comandi dello squadron leader Greswell) mentre navigava in superficie una settantina di miglia a settentrione delle coste della Spagna: in quell'occasione fu impiegato per la prima volta l'apparato «Leigh Light», consistente in un potente proiettore montato sotto la fusoliera dell'aereo: tale apparecchio consentì ai ricognitori alleati di eliminare il problema che si veniva a presentare nottetempo nell'ultimo minuto di sorvolo di un sommergibile, e cioè che esso spariva dallo schermo del radar. Dopo aver sorvolato il sommergibile una prima volta, il velivolo tornò sulla sua verticale, riaccese il proiettore e sganciò quattro bombe che scoppiarono ai lati del Torelli, arrecandogli gravi danni; dopo le prime riparazioni per rimettere in moto, il sommergibile diresse verso la costa spagnola ma finì incagliato su degli scogli. Poté disincagliarsi e raggiunse il porto spagnolo di Avilés, dove si adagiò su un bassofondale; l'indomani ripartì perché le autorità locali avevano informato il comandante che altrimenti sarebbe stato internato, ma il 7 giugno fu mitragliato e bombardato con otto cariche di profondità da un idrovolante Short Sunderland del 10° Group australiano; riportò vari danni e alcuni feriti ma proseguì, danneggiando anche l'aereo attaccante.
Dopo poco tempo fu mitragliato e bombardato da un altro Sunderland e riportò danni gravissimi: cannone e mitragliere inutilizzabili, vie d'acqua a poppa, appoppamento e sbandamento sul lato sinistro; una decina di uomini furono scaraventati in acqua dagli scoppi. Rimase ucciso il sergente Fiovo Pallucchini. Il Torelli rimise a fatica in moto e riparò a Santander, dove effettuò le riparazioni (durate sino al 4 luglio) ma fu internato. Il 14 luglio, tuttavia, appena uscito dal bacino di carenaggio, ripartì a tutta velocità liberandosi dei cavi che lo collegavano a due rimorchiatori e, oltrepassata la cannoniera San Martin che era incaricata di sorvegliarlo, raggiunse il mare aperto da dove proseguì per Bordeaux, ove arrivò l'indomani.
Il 16 marzo 1943 fu nuovamente danneggiato da un attacco aereo, con vari feriti (incluso il comandante e alcuni ufficiali) ed una vittima (il sottocapo Francesco Lubrano) fra l'equipaggio.
Si decise poi la conversione del sommergibile per missioni di trasporto per l'Estremo Oriente. I lavori si svolsero in marzo-aprile e comportarono l'eliminazione di cannone, tubi lanciasiluri e parte dei componenti delle batterie, nonché varie modifiche interne; il Torelli ricevette inoltre il nominativo di Aquila VI.
Il sommergibile partì il 14 giugno 1943, con a bordo mercurio, acciaio, 800 cannoni aeronautici Mauser MG 151/20, una bomba SG 500, siluri, due set di radar Würzburg (in tutto 130 tonnellate di materiali) e sette passeggeri (il colonnello giapponese Satake Kinjo, l'ingegnere tedesco Heinrich Foders – incaricato di spiegare ai giapponesi il funzionamento del radar –, due meccanici civili e tre tecnici tedeschi); comandante era il tenente di vascello Enrico Gropalli. Sfuggì ad un attacco condotto da navi e aerei nei pressi di Sant'Elena, e il 12 agosto 1943 dovette rifornirsi di carburante dall’U. 178 in Oceano Indiano, giungendo infine a Sabang (Sumatra) due settimane più tardi; il 29 il Torelli si spostò a Penang (Malaysia) e due giorni dopo a Singapore.

### L'armistizio dell'8 settembre e il servizio nella Kriegsmarine
L'8 settembre 1943, con l'annuncio dell'armistizio, il sommergibile fu catturato dai giapponesi; due giorni dopo fu ceduto alla Kriegsmarine dove fu incorporato come U.IT.25, con equipaggio misto italo-tedesco e il comando trasferito al Tenente di vascello (Oberleutnant zur See) Werner Striegler, che ne assunse il comando il 6 ottobre 1943. L'equipaggio italiano fu spedito in un campo di prigionia, ma la maggior parte dei marinai scelse di continuare a lottare a fianco dei vecchi alleati. Solo sedici tra ufficiali e marinai scelsero invece di restare fedeli al re, tra cui Primo Marzi.
Werner Striegler lasciò il comando il 13 febbraio 1944 per assumere quello dell’U.IT.23, ex italiano Reginaldo Giuliani, ma ritornò al comando dell’U.IT.25 appena il giorno seguente, in quanto l’U.IT.23 era stato affondato dal sommergibile Tally Ho). Il Torelli, rinominato U.IT.25, continuò ad operare con bandiera tedesca fino a 10 maggio, 1945, due giorni dopo la resa tedesca. Durante questo periodo il battello fu assegnato alla XII e più tardi alla XXXIII flottiglia U-Boot.
Nel febbraio 1945, il comandante Herbert Schrein passò il comando ad Alfredo Meier, che nel settembre del 1944 venne successivamente sostituito dal comandante Striegler. Dopo la resa tedesca, il Torelli venne catturato dai giapponesi e cambiò nuovamente il nome. Divenuto l'I-504 della Marina Imperiale Giapponese, il Torelli continuò a combattere con un equipaggio misto italo-giapponese fino alla resa del Giappone. Sorpreso dagli americani nel porto di Kobe, il Torelli venne affondato da questi nel 1946 nelle acque davanti allo scalo
Fino all'armistizio il Torelli aveva effettuato in tutto 14 missioni (due in Mediterraneo e 12 in Atlantico), percorrendo complessivamente 61.563 miglia in superficie e 3176 in immersione.
Il sommergibile fu impiegato per il trasporto di rifornimenti fra Penang, Surabaya, Giava e Kōbe. Nel settembre 1944 il tenente di vascello Herbert Schrein rimpiazzò Werner Striegler e nel febbraio 1945 fu a sua volta sostituito dal parigrado Alfred Meier sino al novembre 1944, quando fu trasferito a Batavia; nel febbraio 1945 si trasferì a Kobe, dove il 17 marzo, durante un bombardamento statunitense, ebbe una vittima fra l'equipaggio.

### Il servizio nella Marina Imperiale giapponese
Il 10 maggio 1945, con la resa della Germania, fu incorporato nella Marina imperiale giapponese come I. 504, e il 14 luglio il sottotenente di vascello Hirota Hideo ne divenne il comandante.
Il 30 agosto abbatté con le proprie mitragliere contraeree un bombardiere statunitense B 25 Mitchell; lo stesso giorno si arrese agli Alleati a Kobe e, radiato il 30 novembre, fu affondato il 16 aprile 1946 dagli americani nel canale di Kii (fra Honshū e Shikoku).
Il Torelli ed un altro sommergibile italiano, il Comandante Cappellini, sono state le uniche unità navali a servire sotto tutte e tre le Marine dell'Asse.
Nel romanzo Mussolini in Giappone edito da Gingko Edizioni di Angelo Paratico (2021) si immagina che Mussolini fuggì in Giappone su questo sommergibile.